# Julián Rodríguez Adame
Julián Rodríguez Adame (* 1904 in Pachuca de Soto im Hidalgo (Bundesstaat); † 1989) war ein mexikanischer Politiker und Botschafter.

## Leben
Von 1937 bis 1962 wurden von der mexikanischen Regierung mit der Compañía Exportadora e Importadora Mexicana S.A. (CEIMSA), Grundnahrungsmittel bewirtschaftet. Julián Rodríguez Adame leitete während der Präsidentschaft von Adolfo Ruiz Cortines von 1. Dezember 1952 bis zum 30. November 1958 die CEIMSA.
Mit Sitz in Tokio war er von 31. August 1968 bis 1. März 1971 der erste Botschafter der mexikanischen Regierung der Volksrepublik China in Peking. Vom 25. März 1969 bis 1. März 1971 war er beim Chong Wa Dae akkreditiert.
| Vorgänger                      | Amt                                                                                        | Nachfolger              |
| ------------------------------ | ------------------------------------------------------------------------------------------ | ----------------------- |
| Gilberto Flores Muñoz          | Secretaría de Agricultura, Ganadería, Desarrollo Rural, Pesca y Alimentación 1958 bis 1964 | Manuel Bernardo Aguirre |
| Francisco Asís de Icaza y León | Mexikanischer Botschafter in Seoul 25. März 1969 bis 1. März 1971                          | Gustavo Romero Kolbeck  |
| Francisco Asís de Icaza y León | Mexikanischer Botschafter in Tokio 31. August 1968 bis 1. März 1971                        | Gustavo Romero Kolbeck  |
| Francisco Asís de Icaza y León | Mexikanischer Botschafter in Peking 21. Dezember 1968 bis 1. Mai 1972                      | Eugenio Anguiano Roch   |